# Domenico Dragonetti
Domenico Carlo Maria Dragonetti (Venezia, 9 aprile 1763 – Londra, 16 aprile 1846) è stato un contrabbassista e compositore italiano.
Comincia a suonare chitarra, violino e contrabbasso fin da piccolo; all'età di 12 anni inizia gli studi col maestro Michele Berini e già l'anno successivo diventa primo contrabbassista dell'Opera buffa di Venezia, ma ben presto con il suo maestro entrerà in profondi contrasti e prosegue la sua formazione interamente da autodidatta. A 14 anni entra nella Grand Opera di Vicenza e in seguito prende il posto di Berini nella cappella di San Marco a Venezia. Sempre a Venezia, instaura una profonda amicizia col violinista Nicola Mestrino, col quale conduce numerose sperimentazioni sull'acustica dei due strumenti, creando capricci e altre brevi composizioni.
Il 16 settembre 1794 si trasferisce a Londra dove, dopo il debutto al King's Theatre, rimarrà per cinquant'anni, suonando presso l'Ancien Concerts e la Royal Philharmonic Society.
Nel 1798 si reca a Vienna per conoscere Haydn; nel 1808 vi incontrerà Beethoven e Simon Sechter.
Dal 1804 comincia a partecipare regolarmente a tutti i festival musicali inglesi, che gli danno fama in tutta Europa per via delle sue esecuzioni col violoncellista Robert Lindley. È considerato un virtuoso dello strumento, dotato di un'ottima tecnica d'arco, grazie alla quale ha sviluppato uno staccato percussivo sconosciuto fino a quel momento. Ha collaborato tra gli altri con Felix Mendelssohn, Franz Liszt, Gioachino Rossini e Niccolò Paganini.
La fama gli portò anche ricchezza: il suo compenso era il doppio o il triplo degli altri musicisti. Collezionava strumenti musicali, dipinti e antichità. Alla sua morte lasciò la sua ricca biblioteca musicale e i manoscritti all'amico Vincent Novello.
Tra le sue composizioni si annoverano otto concerti, oltre trenta quintetti per archi e contrabbasso, numerose composizioni per contrabbasso solista o con accompagnamento dell'orchestra o del pianoforte.

## Biografia

### Il periodo a Venezia 1763-1794

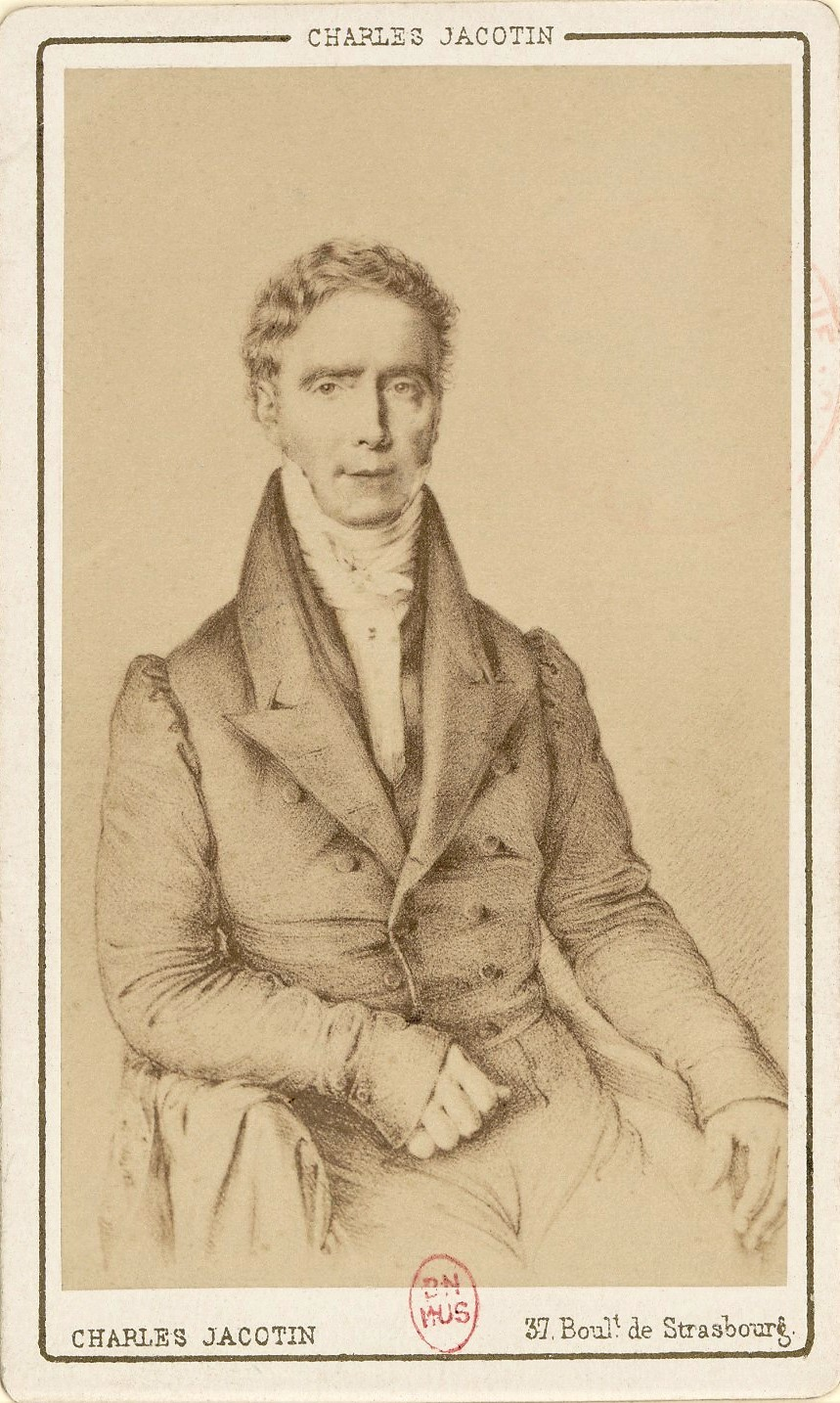
Domenico Dragonetti c. 1793.

Dragonetti nacque a Venezia da Pietro Dragonetti, un barbiere e amante della musica, e da Caterina Calegari. Cominciò a suonare la chitarra e il contrabbasso per conto proprio usando gli strumenti del padre. Fu notato dal Doretti, violinista e compositore, che lo assunse per farlo esibire in pubblico a Venezia. All'età di dodici anni fu preso sotto la tutela di Berini, in miglior maestro dell'epoca di contrabbasso a Venezia, che decise solo dopo undici lezioni che l'allievo era già sufficientemente preparato. A tredici anni, Dragonetti fu nominato suonatore principale dell'Opera buffa a Venezia. A quattordici anni fu nominato contrabbasso principale della Grande Opera Seria del teatro di San Benedetto.
Quando ebbe diciotto anni, a Treviso, entrò a far parte del quartetto di Tommasini. Fu quindi notato dal Morosini, procuratore di San Marco, che ne chiese una audizione per entrare nella Cappella di San Marco, istituzione alla quale fu ammesso nel 1784, e della quale fece parte fino al 13 settembre, 1787 come ultimo dei cinque contrabbasso della cappella, con un reddito annuale di 25 ducati.
Successivamente, gli fu offerto un incarico anche dallo Zar. Saputo ciò gli fu aumentato lo stipendio a Venezia, e cominciò ad esibirsi da solo. Ottenne anche la direzione di un importante festival musicale tenuto per la visita di quattordici sovrani che stavano visitando la Repubblica di Venezia. Fu particolarmente apprezzato dalla regina di Napoli.
Fu ingaggiato a Vicenza dalla Grand Opera Theatre, e qui comprò un contrabbasso di Gasparo da Salò che era custodito presso le Suore Benedettine del Convento di San Pietro di Vicenza, Questo contrabbasso ora fa parte della collezione della Basilica di San Marco. Gli fu offerto un nuovo incarico dallo Zar, che declinò dopo che i procuratori di San Marco gli aumentarono il reddito annuale a 50 ducati. Gli fu concesso un permesso di un anno, che poi fu esteso a tre anni, per suonare a Londra al King's Theatre. Ma non poté più tornare a Venezia fino al 1814, a causa dell'occupazione francese.

### Londra 1794 -1846

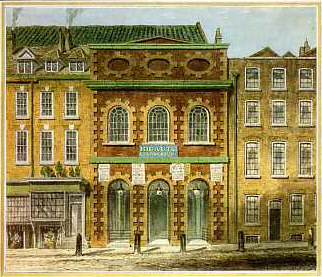
King's Theatre al tempo di Dragonetti.

Lasciò Venezia il 16 settembre 1794. Cominciò a lavorare al King's Theatre, il 20 ottobre 1794 e fece parte dell'orchestra nell'opera Zenobia in Palmira, diretta da Giovanni Paisiello, il 20 dicembre 1794.
Riuscì ad affermarsi anche a Londra, diventando intimo del principe Consorte e del Duca di Leinster. Nel suo periodo londinese partecipò, fra il 1816 e il 1842, a quarantasei concerti tenuti dalla Filarmonica di Londra.
Morì a Leicester Square all'età di ottantatré anni, il 16 aprile 1846.
Il 23 aprile 1846 fu sepolto nella chiesa cattolica di Saint Mary a Moorfields, per poi essere trasportato nel 1889 nel cimitero cattolico di Wembley.

### A Vienna
Nel 1791-1792, Joseph Haydn fu in Inghilterra grazie ad una buona offerta dell'impresario tedesco Johann Peter Salomon, che gli permise di visitare l'Inghilterra e condurre le sue nuove sinfonie con le grandi orchestre londinesi. Ebbe un successo enorme e in questo periodo scrisse alcune delle sue opere più note.
Un altro viaggio quindi era stato organizzato nel 1794-1795. In quella seconda occasione, Haydn incontrò Dragonetti, del quale divenne molto amico, e che invitò a Vienna in 1799. Fu in quell'occasione che Dragonetti incontrò Beethoven in un incontro famoso.
Grazie a queste amicizie tornò per un breve soggiorno a Vienna, 1808-1809, dove collaborò con Simon Sechter, che fu organista di corte nel 1824, e insegnante al conservatorio di Vienna dal 1851.
Nel 1813 tornò a Vienna per suonare il contrabbasso per Beethoven, durante la prima della settima sinfonia.

## Composizioni

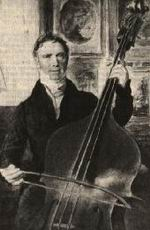

Già quando aveva lasciato Venezia, aveva composto delle opere, che però furono poi vendute a collezionisti, andando disperse. Attualmente si possono trovare una buona parte alla British Library:
- Adagio and Rondo in A major, per contrabbasso e orchestra;
- Andante and Rondo, per contrabbasso e strumenti a corda;
- Concerto in A major per contrabbasso e orchestra;
- Concerto no. 5 in A major, per contrabbasso e orchestra;
- Grande Alegro;
- Grande allegro, per contrabbasso e piano;
- Menuet and Alegro per contrabbasso e piano;
- Opera per contrabbasso e piano;
- Sonata per contrabbasso e piano;
- Alegretto per contrabbasso e piano;
- Famous solo in E minor per contrabbasso e piano;
- Adagio and Rondo in C major per contrabbasso e piano;
- Concerto in G major (Andante, Alegretto) per contrabbasso e orchestra;
- Serenata, per pianoforte e strumenti a corda;
- Solo in D major, per contrabbasso e piano;
- Pezzo Di Concerto;
- Twelve Waltzes per contrabbasso;